# Ulrich Pinder
Ulrich Pinder, auch Ulrich Pinter und Ulrich Binder sowie, latinisiert, Udalricus Binder († 1. Januar 1519 in Nürnberg) war ein Mediziner, von 1489 bis 1493 Leibarzt des Kurfürsten Friedrich III. von Sachsen, Herausgeber und Buchdrucker.

## Leben
Von 1484 bis 1489 arbeitete Pinder als Arzt in Nördlingen. Seit 1493 war er als Stadtarzt in Nürnberg und als Verfasser medizinischer Schriften tätig. Pinder erwarb sich zudem Verdienste als Herausgeber und Buchdrucker. Seine Drucke waren mit exzellenten Holzschnitten versehen. In seinem Werk Epiphaniae medicorum, das die mittelalterliche Harnschau behandelt, stellt er sich in einem Holzschnitt selbst dar. Das 1507 in seiner eigenen Druckerei hergestellte Betrachtungsbuch über das Leiden Christi Speculum passionis domini nostri Ihesu christi ist eines der am reichsten illustrierten Bücher (die Illustrationen stammen wahrscheinlich von Hans Baldung Grien, der in der fraglichen Zeit oder etwas früher in Dürers Werkstatt vermutet werden kann).

## Ehevereinbarung und Ehevertrag  mit Friedrich Peypus
Entsprechend der Übereinkunft vom 25. Juli 1512 mit dem Drucker und späteren Buchhändler Friedrich Peypus übergab Pinder seiner Tochter zwei Typenalphabethe mit 70 Gulden berechnet, Bücher im Wert von 30 Gulden und 50 Gulden in bar zu gemeinsamen Händen. Diese Vereinbarung wurde durch die Mediziner Johann Löchner und Hartmann Schedel bestätigt.
Eine weitere Quelle gibt das Sterbedatum in dem Zeitraum ab dem 15. Dezember 1518 und bis 16. März 1519 an.

## Schriften
- Aegidii liber de Urinis cum Gentilis Comentario. 1504
- Der beschlossen gart des rosenkrantz Mariae. Nürnberg 1505 (urn:nbn:de:bvb:12-bsb11205603-5)
- Epiphaniae medicorum. Speculum videndi urinas hominum. Nürnberg 1506 (Vollständiger Text in der Google-Buchsuche: ÖNB, Lyon)
- Speculum passionis domini nostri Ihesu christi. Nürnberg 1507 (urn:nbn:de:bvb:12-bsb00011596-5, urn:nbn:de:bvb:12-bsb11203623-6; Vollständiger Text in der Google-Buchsuche: BSB, Lyon)
- Speculum intellectuale felicitatis humanae. Compendium breue de bonae valitudinis cura. Nürnberg 1510 (urn:nbn:de:bvb:12-bsb00017685-4; Vollständiger Text in der Google-Buchsuche)
- Speculum phlebotomyae. Friedrich Peypus Druckerei Nürnberg 1510
- Die Bruderschaft sanct Ursule. Nürnberg 1513
- Speculum passionis domini nostri Iesu Christi. Friedrich Peypus Druckerei Nürnberg 1519